# Marco Ban
Marco Ban (* 26. August 1994 in Stuttgart) ist ein deutsch-kroatischer Fußballspieler. Der Stürmer spielt für die SpVg Frechen 20.

## Karriere
Marco Ban spielte im Nachwuchsbereich zunächst für die Stuttgarter Kickers und dann für die 1. Jugend-Fußball-Schule Köln. Anfang 2010 wechselte er zum 1. FC Köln, bei dem sein Vater Kresimir seit 2007 als Zeugwart der Profimannschaft tätig ist. Wenig später wurde er für einen Lehrgang der kroatischen U-17-Nationalmannschaft nominiert. Er spielte in der U-17-Bundesliga und der A-Junioren-Bundesliga für die Kölner. Im Sommer 2013 wurde er nach seinem Wechsel in den Seniorenbereich in die Regionalliga-Mannschaft des Vereins übernommen, für die er in 20 Einsätzen fünf Tore erzielte.
Im Juni 2014 unterschrieb Ban einen Vertrag beim Lokalrivalen Fortuna Köln, der kurz zuvor den Aufstieg in die 3. Liga geschafft hatte. Trainer Uwe Koschinat bezeichnete ihn als „Spieler mit einer interessanten Mischung aus Aggressivität gegen den Ball, aber auch dem nötigen Instinkt im Torabschluss“. Er erhielt jedoch in der gesamten Hinrunde der Saison 2014/15 keine Einsatzgelegenheit. Nach 17 Berufungen in den Spieltagskader, ohne selbst mitzuwirken, gab er schließlich am vorletzten Saisonspieltag in der Partie gegen den SV Wehen Wiesbaden (2:1) sein Profidebüt, als er in der 58. Minute für Thomas Kraus eingewechselt wurde. Es folgte ein weiterer Einsatz als Einwechselspieler im abschließenden Saisonspiel beim SSV Jahn Regensburg, das mit 0:4 verloren ging. Wenig später gab der Verein bekannt, dass der Vertrag mit Marco Ban nicht verlängert wird.